# Shannonomyia triangularis
Shannonomyia triangularis är en tvåvingeart som först beskrevs av Alexander 1927.  Shannonomyia triangularis ingår i släktet Shannonomyia och familjen småharkrankar.
Artens utbredningsområde är Puerto Rico. Inga underarter finns listade i Catalogue of Life.